# Triso dermopterus
Triso dermopterus – gatunek ryby z rodziny strzępielowatych, jedyny przedstawiciel rodzaju Triso. Bywa poławiana gospodarczo na niewielką skalę.

## Występowanie
Zachodnia część Oceanu Spokojnego, na głębokościach 22–103 m p.p.m.

## Charakterystyka
Dorasta do 68 cm długości.